# Dívák
A Dívák című válogatáslemez 2007-ben jelent meg, a Sláger slágerek – Sláger dívák című lemez  folytatása.

## Számlista
| #   | Cím                                                          | Hossz |
| --- | ------------------------------------------------------------ | ----- |
| 1.  | New York, New York (km.: Szulák Andrea)                      |       |
| 2.  | Most élsz (km.: Rúzsa Magdi)                                 | 2:29  |
| 3.  | Mennyit ér egy nő (km.: Cserháti Zsuzsa)                     |       |
| 4.  | Motel (km.: Zsédenyi Adrienn)                                | 3:48  |
| 5.  | Féltelek (km.: Auth Csilla & Szolnoki Péter)                 | 4:12  |
| 6.  | Micsoda nő ez a férfi (km.: Oroszlán Szonja & Back II Black) | 3:59  |
| 7.  | Gyere haza (km.: Baby Gabi)                                  | 3:21  |
| 8.  | Nekem más kell (km.: Keresztes Ildikó)                       | 3:50  |
| 9.  | És mégis (km.: Király Linda)                                 | 4:36  |
| 10. | Hajnalig még van idő (km.: Sugarloaf)                        | 3:40  |
| 11. | Édes méreg (km.: Oláh Ibolya)                                | 3:32  |
| 12. | Nem kell valaki másé (km.: Tóth Vera)                        | 4:04  |
| 13. | Mi az, ami szép? (km.: Miklósa Erika)                        |       |

## Toplista
| Toplista (2007)                        | Helyezés |
| -------------------------------------- | -------- |
| MAHASZ Top 40 album- és válogatáslemez | 3        |